# Liste der Biografien/Ya
Liste der Biografien |
Portal Biografien |
Personensuche
# |
A |
B |
C |
D |
E |
F |
G |
H |
I |
J |
K |
L |
M |
N |
O |
P |
Q |
R |
S |
T |
U |
V |
W |
X |
Y |
Z |
?
 
Ya |
Yb |
Yc |
Yd |
Ye |
Yf |
Yg |
Yh |
Yi |
Yk |
Yl |
Ym |
Yn |
Yo |
Yp |
Yr |
Ys |
Yt |
Yu |
Yv |
Yw |
Yx |
Yz
 
Yaa |
Yab |
Yac |
Yad |
Yae |
Yaf |
Yag |
Yah |
Yai |
Yaj |
Yak |
Yal |
Yam |
Yan |
Yao |
Yap |
Yaq |
Yar |
Yas |
Yat |
Yau |
Yav |
Yaw |
Yax |
Yay |
Yaz
Die Liste der Biografien führt alle Personen auf, die in der deutschsprachigen Wikipedia einen Artikel haben. Dieses ist eine Teilliste mit 7 Einträgen von Personen, deren Namen mit den Buchstaben „Ya“ beginnt.

## Ya
- Ya Boy (* 1984), US-amerikanischer Rapper
- Ya Kid K (* 1973), kongolesische Rapperin
- Ya Konan, Didier (* 1984), ivorischer FußballspielerDidier Ya Konan (* 1984)

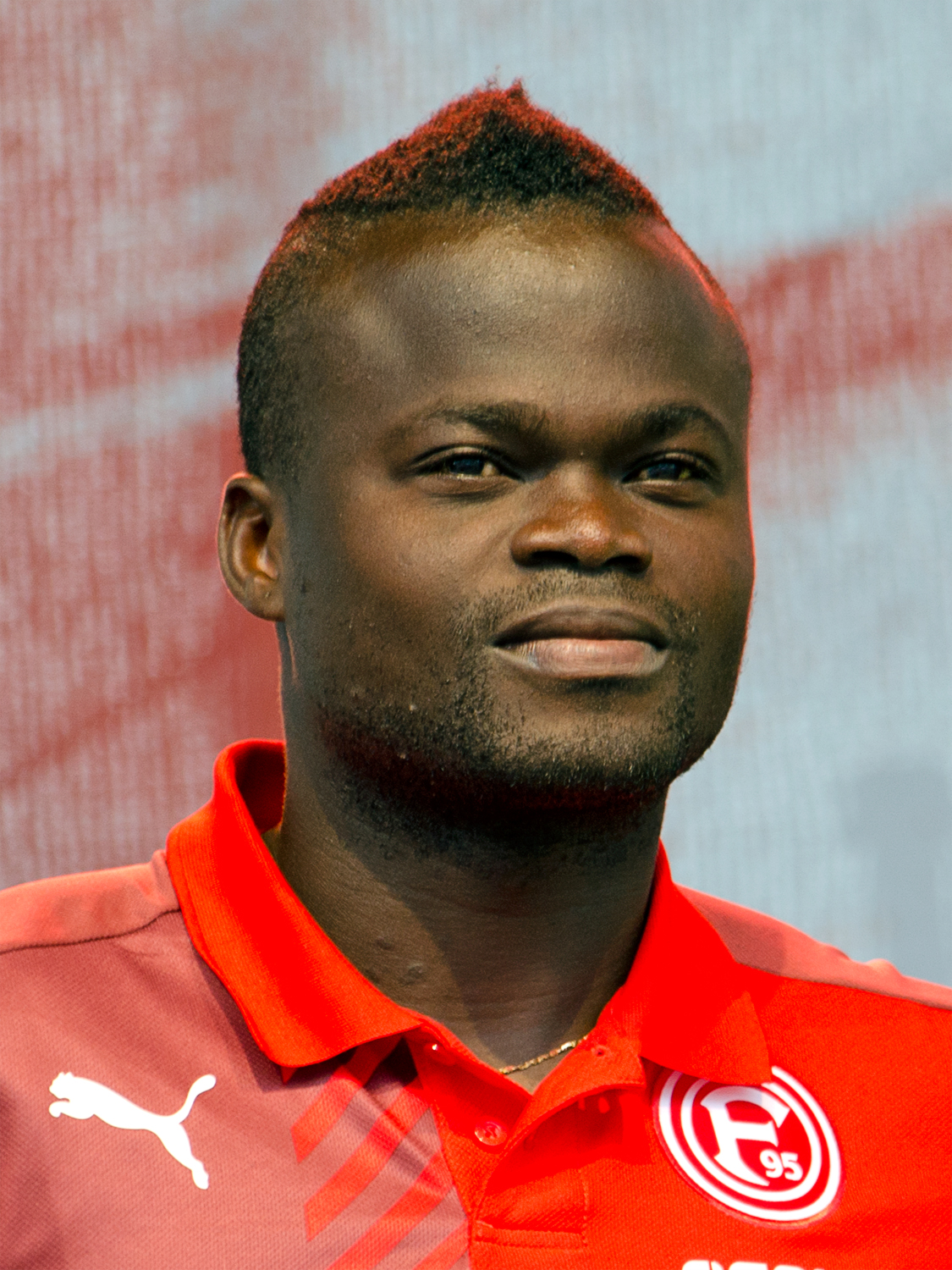
Didier Ya Konan (* 1984)

- Ya Ndakolo, Penda (* 1960), namibischer Politiker, Gouverneur und Minister
- Ya Otto, John (1938–1994), namibischer Politiker
- Ya Tshilongo, Iipumbu (1873–1959), namibischer traditioneller Führer
- Ya-Sin, Rock (* 1996), US-amerikanischer American-Football-Spieler